# NGC 6859
NGC 6859 is een groep van 3 sterren in het sterrenbeeld Arend. Het hemelobject werd op 24 november 1852 ontdekt door de Amerikaanse astronoom George Phillips Bond.
In de schijnbare nabijheid van dit object is de radiobron 3C 406 te vinden .